# Zonitis stevewardi
Zonitis stevewardi är en skalbaggsart som beskrevs av Pinto 2001. Zonitis stevewardi ingår i släktet Zonitis och familjen oljebaggar. Inga underarter finns listade i Catalogue of Life.